# Dvorac Mequinenza
Dvorac Mequinenza netaknuta je palača-dvorac na vrhu brda s pogledom na ušće rijeka Ebro, Segre i Cinca, smješteno u istoimenom naselju Aragon (Španjolska). Potječe iz XIV. i XV. stoljeća, iako ga je 1959. arhitekt Adolf Florensa izvanredno reformirao. Označava graničnu točku između Aragona i Katalonije te između provincija Saragossa i Lleida.
Iako je u ovom trenutku privatno vlasništvo i pripada Zakladi ENDESA, režim posjeta Dvorcu omogućuje da ga utorak učini neradnim ujutro. Za to je potrebno uspostaviti kontakt s Uredom za turizam gradskog vijeća Mequinenza.

## Povijest
Dvorac je izvorno poistovjećen s islamskom silom koju je arapski kroničar Edridi opisao imenom Miknasa, koji je za nju rekao da je bila "mala, snažnog izgleda i smještena na granicama Andalusa". Alfons II. Aragonski ustupio je Armengolu VII. Iz Urgela 1192. godine selo Mequinenza i dvorac, prelazeći iz trinaestog stoljeća u vladavinu obitelji Moncadas koja je 1581. godine dobila markizat iz Aytone, a 1722. za izumiranje njegove neposredne liniji, njihova su gospodstva pala u vojvodstvu Medinaceli.
Tijekom katalonske pobune protiv Filip IV., spanjolski kralj bila je to sila prve linije u koju se mogla skloniti prava vojska, poražena od franc-Katalonca Charcota (1644). U ratu za španjolsku neovisnost dvorac su napadali francuske trupe tijekom 1808. i 1809. godine i predao se generalu Suchetu nakon duge borbe 1810. godine. Ime Mequinenza pojavljuje se u Slavoluku pobjede mjesta L'Etoile i pojavljuje se između imena uporišta: Napulj, Plaisance, Madrid i Mequinenza. 1816. kralj Ferdinand VII. Pripojio je Mequinenzu i njegov dvorac Kruni kao vojnu vojarnu. Nakon građanskog rata, 1939. godine, dvorac je ostao bez garnizona i napušten. Trenutno pripada Zakladi Endesa i dostupan je utorkom, uz prethodni poziv gradskom vijeću. U vrlo je dobrom stanju očuvanosti.

## Opis
Gotički dvorac s kraja XIV. Stoljeća i principi XV., Premda se u upotrebi do prve polovice 20. Stoljeća, vanjske utvrde brinu o karakteristikama moderne vojne arhitekture.
Do dolaska modernog doba, grad i dvorac Mequinenza činili su jedinstveni sklop. Zidovi dvorca nisu bili ograničeni na okruživanje ili zaklanjanje vojnih zgrada smještenih na strmom vrhu, već su, kao što je Quadrado naglasio, "zidovi njegove mase ogoljeni i spušteni do Ebra kako bi široko obuhvatili stanovništvo". U to je vrijeme vrijedno razmišljanja da se stanovništvo nalazilo između zidova, a nakon njihovog nestanka raslo je i proširivalo se uvijek do granica Ebra. Borbe koje su dvorac i stanovništvo morali trpjeti neprestano su postajale da se one ne mogu proširiti i uljepšati, budući da su i žrtve požara i pljačke, tijekom invazija sarracenas, tijekom srednjovjekovnih borbi i tijekom francuske opsade u Ratu za neovisnost .
Dvorac-palača je četverokutni nepravilni, sa šest pravokutnih kula i sedmim petougaonim koji je plod reforme stoljeća XVII. Dvije kule čuvaju ulaz. Dvorac se nalazi na neravnini od 185 ms koja razlikuje ušće rijeka Segre, Cinca i Ebro. Na južnoj padini zaštićen je strmom padinom u kojoj je vidljiv ostatak zida koji niže u potrazi za rijekom, a na sjevernoj strani zaštita dolazi iz umjetne jame.
Pristup dvorcu odvija se s njegove južne strane, kroz vrata s polukružnim lukom zaštićenim s dvije kule. Na vratima je sačuvan grb Moncade. Unutrašnjost je organizirana oko otvorenog dvorišta na kojem se spoji gospodarske zgrade i s cisternom ukopanom u stijenu. Na jugu ima tri šiljasta luka, a na sjevernom krilu su sačuvane stepenice koje vode do druge biljke, gdje je Soba oružja pokrivena šiljastim cijevnim svodom. Na zapadnom krilu nalazi se velika dvorana, koja čuva masivne lučne dijafragme koje su podupirale krov greda, gdje je bila stara kapela.

## Ponovno osvajanje
Godine 1133. stanovništvo, u rukama Arapa, osvaja Alfonso I. Ratnik, aragonski kralj. Ponovno stanovništvo osvajaju sarraceni i konačno ga je konačno osvojio Ramon Berenguer IV 1185. godine. Alfons II. Aragonski, oženivši se Dona Sanchaom, poklonio mu je grad Mequinenzu kao odjeću za njegovo stvarno poštovanje. Kasnije, 1192. godine, isti ga kralj daje Armengolu, grofu od Urgela. Od gospodstva grofova Urgel prošlo je dvorac i grad Mequinenza do onog od Ramona Guilléna de Moncade, a nasljednim nasljedstvom prešlo je na markize Aytona, a kasnije i na vojvode Medinacelija.
1212. Pedro II obećao je svojoj zakonitoj kćeri (pogođenoj izvan njegova braka Constanza de Aragon, katalonskom plemiću Guillénu Ramónu de Moncadi na proslavi proslavljenoj u Tausteu. Sposobnost koja bi dovela princezu bili bi señoríos Mequinenza, Aytona, Albalate de Cinca, Serós i Soses sa svim njihovim pravima, dvorcima, gradovima i uvjetima. Tako je započela grana Aytone obitelji Moncada, koja uzima ime najvažnijeg gospodstva koje je Constanza dobila. Od ovog trenutka potomci obitelji Moncada bit će gospoda Mequinenza.

## Zatvor princa od Salerna
Dvorac Mequinenza bio je palača 1288. Karla II Anžuvinskog, princa Salernskog, sina Karla Anžuvinskog, kralja Napulja i Sicilije, kojeg je Alfons III Aragonski dao taocima svojim barunima.
Alfons III uzeo je zarobljenika kod spomenutog princa od Salerna kad je otac ovog osporio tu Koronu na Siciliji, nakon čega se od nje odrekao u poznatim sicilijanskim predvečerjima i dodijelio to kraljevstvo Aragonskoj kući. Alfonso je zaključao taj plijen, isprva u dvorcu Monclús, ali vidjevši malo sigurnosti koju je pružala blizina Francuske, donio mu ga je u dvorac Mequinenza sve dok nije pušten na slobodu 1288. godine u skladu s ugovorom iz Canfranca. Jedan od nametnutih uvjeta bio je da Provence padne pod vazale Alfonsa III. Ako Carlos de Anjou ispuni ono na što je bila prisiljena. Brat Miguel de Salas ukazao je na važnost zamka Mequinenza jer "tako velikom princu ne bi bila dodijeljena palača koja ne bi bila predviđena veličinom i suverenitetom njegove osobe".

## Opsada Mequinenze tijekom rata za neovisnost
Dvorac Mequinenza pretrpio je različite napade početkom stoljeća XIX. Ratom za neovisnost i napoleonskom invazijom. Tad Madoz ističe da je stanovništvo sa svojom mladošću formiralo "cijele tvrtke koje su pronašli u nezaboravnim mjestima Zaragoze". Francuzi su, nakon što su zauzeli Léridu, željeli učiniti isto s Mequinenzom čije je posjedovanje poželjelo smatrati je "strateškim ključem Ebra " i smjestiti se na dominantnoj nadmorskoj visini na ušću triju rijeka. Maršal Suchet, koji je zapovijedao na tom području, povjerio je generalu Musnieru tu misiju. No Mequinenza i njen dvorac junački su se oduprli tijekom tri napada francuske vojske tijekom 1808. godine. Napad je nastavljen u lipnju 1809. ponovno francuskim porazom. Musnier je, vidjevši da je operacija bila vrlo teška za obrambenu stratešku situaciju dvorca, odlučio otvoriti put od Torrente de Cinca koji bi vodio na zapad Mequinenze kako bi doveo svoje ljude i njihovo topništvo u dvorac. Teška operacija započela je 15. svibnja 1810. i trajala je do prvog lipnja, kad su Francuzi zauzeli najvažnije položaje na obalama Ebra i Segre.
Dvorac je u to vrijeme branilo 1200 ljudi pod zapovjedništvom pukovnika Coala. U noći s 2. na 3. lipnja proboj se otvorio i na taj dan s 4. na 5. francuska je vojska uspjela prodrijeti u selo, pljačkajući i paleći mnoge kuće. Tri dana kasnije, uništio je glavnu obranu dvorca i bez plašta se dio njih predao, ostajući španjolski vojnici. Osvajanje Castillo de Mequinenza bila je jedna od velikih pobjeda u dolini Ebra, pa ju je zbog velike važnosti odlučila upisati u Slavoluk pobjede u Parizu odmah pod imenom Madrid .

## Dvorac Mequinenza tijekom stoljeća XIX
Sila je nastavila služiti i do nedavno. Nakon francuske kapitulacije održao je obrezivanje tijekom XIX. Stoljeća, a na njega su utjecali novi politički i vojni usponi i padovi koji su se dogodili u povijesti Španjolske, a posebno tijekom karlista. Već je izgubila položaj rezidencijalne palače Moncada i markiza Aytona, a njihove su se ovisnosti prilagodile potrebama rata, uključujući nove spavaonice, rezidenciju guvernera, skladišta topništva, skladišta utvrda, zatvore, spavaonice topnici, krušna peć, groblje ili nekoliko spremnika za prah.
1816. godine postoji zapis o jednom RO koji je diktirao kralj Ferdinand VII od 31. svibnja 1816. godine, u kojem se navodi da selo Mequinenza traži od kralja da ga stavi pod svoju kraljevsku vlast. 10. siječnja 1819. godine koridor grada Fraga prešao je u domove gradskog vijeća i u njegovu dvoranu za provođenje Kraljevskog poretka kroz koji su grad i njegov trg nastali uvučeni u kraljevsku krunu. Vojvoda od Medinacelija, prethodni vlasnik, zahtijevao je od različitih kruna odštete poput davanja u posjed krušne peći za kuhanje, nekoliko livada, treuda, prava na sudjelovanje u krađama i desetini, ukazujući na to da je señorío na gradu Mequinenza i dvorcu pripadala je samo Kruni. Dvorac Mequinenza ostao je u ozbiljnom zanemarivanju srušivši se stropove i dio njegovih zidova.
Pascual Madoz napominje da se dvorac smjestio "na vrhu izolirane planine, koja služi kao prepreka rijekama Ebro i Segre, na mjestu ušća u nju. Sastoji se od jake kuće ili stare palače koja je pripadala markizu od Aytone, čiji je lik nepravilan u svim stranama, najveći je od trideset četiri i pol grančice, maloljetnik od dvadeset sedam i visine devet s tornjevima u svim svojim prostorijama. uglovima i u dužini većih stranica s pogledom na S. i O., budući da su vrata u tome".

## Vanjske poveznice
Informacije o posjetima dvorca Mequinenza gradskog vijeća Mequinenza